# Die Söhne mit den goldenen Haaren
Die Söhne mit den goldenen Haaren ist ein Zaubermärchen (AaTh 707: Die drei goldenen Söhne), das im bulgarischen, rumänischen und ungarischen Sprachraum bekannt ist.

## Handlung
Drei Schwestern boten sich für eine Heirat mit dem Zaren an, wobei die Älteste erklärte mit einem Brot das ganze Heer satt machen zu können, die Mittlere dieses mit einer Spindel einzukleiden gedachte und die Jüngste ihm zwei Söhne mit goldenen Haaren schenken wollte. Letztere wurde von dem Zaren erwählt, doch als dieser dann im Krieg war, tauschte eine Dienerin die zwei, zu dieser Zeit geborenen, goldhaarigen Söhne gegen Hundewelpen aus, woraufhin der Jüngsten der Kopf geschoren sowie mit Pech bestrichen wurde und sie fortan nur noch die Gänsemagd war. Die beiden Söhne aber ließ die Dienerin, die die neue Frau des Zaren wurde, sterben, um sie dann heimlich unter einem Müllhaufen zu vergraben.
Nach einiger Zeit wuchsen aus dem Müllhaufen zwei prächtige Apfelbäume, die jedoch, auf Drängen der Zarin, gefällt und zu einem großen Bett für das Schlafgemach verarbeitet wurden. Des Nachts klagte das Holz auf dem die Dienerin lag aber dem Holz auf dem der Zar lag, dass ihm die Last quält, also beschloss die Zarin, die dies vernommen hatte, das Bett zu verbrennen. Die glühende Asche wurde danach auf einem kahlen Feld verstreut, von wo aus ein Windstoß zwei Funken in den Zarenbrunnen wehte, der daraufhin versiegte. Da niemand dazu im Stande war das Wasser in ihm wieder zum Fließen zu bringen, bot sich schließlich die Gänsemagd an, dies zu bewerkstelligen und als alle versammelt waren, um dem Wunder beizuwohnen, erzählte diese ihre ganze Geschichte, bis hin zu den Taten der ehemaligen Dienerin. Sodann sprangen ihre beiden Söhne mit den goldenen Haaren aus dem Brunnen und der Brunnen begann wieder Wasser zu führen. Seine falsche Gemahlin ließ der Zar daraufhin von zwei Pferden zerreißen. Die Gänsemagd aber nahm er, nachdem er um Verzeihung gebeten hatte, wieder zur Frau und so lebten sie glücklich und zufrieden beisammen.

## Versionen und Hintergrund
Diese bulgarische Version des Märchens wurde nach der Erzählerin Marija Burmova aus Bjala Čerkva, Weliko Tarnowo von Aleksandăr Burmov aufgezeichnet und in dem Werk Sammlung für Volksschöpfungen, Wissenschaft und Schrifttum (Sofia 1889–1958, Band 38) veröffentlicht. Im Deutschen erhielt sie den Titel Die Söhne mit den goldenen Haaren. Viele weitere Varianten aus ganz Bulgarien sind bekannt. Eng verwandt ist das Märchen mit Grimms De drei Vügelkens. Laut dem Buch Märchen aus Bulgarien von Elena Ognjanowa zählen Antti Aarne und Stith Thompson allein 44 indische Parallelen auf, weshalb der AaTh-Typ 707 orientalischen Ursprungs sei.
Ähnliche Versionen finden sich unter den Titeln Die zwei goldhaarigen Kinder in Elisabet Róna-Sklareks Werk Ungarische Volksmärchen (Leipzig 1909) und Die zwei Kinder mit goldenem Haar in dem Werk Märchen und Sagen aus dem Banater Bergland (Bukarest 1974) von Alexander Tietz, das Märchen aus Rumänien enthält.